# Вильяльба, Хуан Баутиста
Хуан Баутиста Вильяльба Мальдонадо (исп. Juan Bautista Villalba Maldonado; 29 августа 1924, Луке — 18 апреля 2003) — парагвайский футболист, нападающий. Был известен большой скоростью и одинаково мощными ударами с обеих ног.

## Карьера
Вильяльба воспитанник академии клуба «Хенераль Акино», за который он и начал играть в 1940 году. Через два года он перешёл в клуб «Спортиво Лукеньо», где играл 6 лет. Во время игры за «Лукеньо» Вильяльба дебютировал в сборной Парагвая, за которую выступал на двух чемпионатах Южной Америки, в первом из которых он забил 4 мяча в 5-ти матчах, а во втором — 5 голов в 7-ми встречах. Сразу после первенства 1947 года Вильяльба уехал в Аргентину, в клуб «Уракан», где провёл 1 сезон, а затем играл за колумбийский клуб «Бока Хуниорс» из Кали. Завершил карьеру Вильяльба на родине, в клубе «Олимпия», во время выступлений за которую он получил травму, поставившую «крест» на его карьере профессионального футболиста.

## Личная жизнь
Хуан Бауиста Вильяльба женат, супругу зовут Франсчиска Овелар, у четы 6 детей: Помопоса де Меса, Марта Амелия де Салас, Хуан Баутиста младший, Хулия, Грасиэла и Мариэла, который подарили Хуану Баутисте 14 внуков.